# Timonius versteegii
Timonius versteegii är en måreväxtart som beskrevs av Theodoric Valeton. Timonius versteegii ingår i släktet Timonius och familjen måreväxter. Inga underarter finns listade i Catalogue of Life.